# Skrzemieniałe drewno

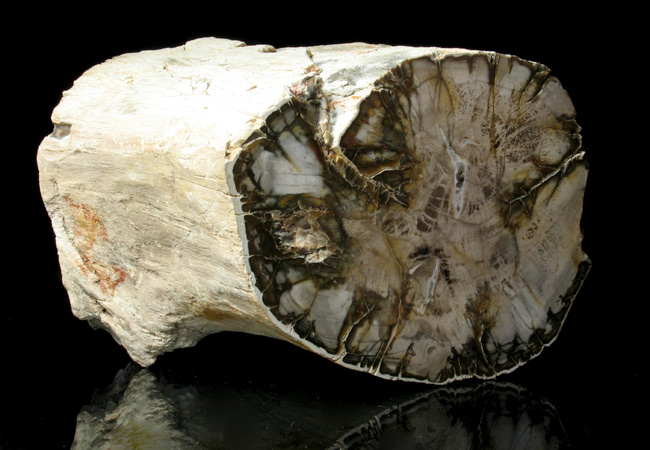
skrzemieniałe drewno z Madagaskaru

Skrzemieniałe drewno – skamieniałości drewna z dawnych okresów geologicznych zachowane dzięki pogrzebaniu drewna w osadach, przekształcone dzięki zastąpieniu pierwotnej substancji drewna przez krzemionkę (chalcedon lub opal) pochodzącą z roztworów obecnych w osadzie. W procesie tym często zachowane zostają wszelkie szczegóły budowy drewna i jego struktura.
Skrzemieniałe drewno ma duże znaczenie naukowe, gdyż dobrze zachowana struktura drewna umożliwia rozpoznawanie gatunkowe, a także badania paleoklimatyczne, poprzez np. analizę zmienności pierścieni przyrostowych. W nielicznych przypadkach zachowują się skrzemieniałe pnie w dużych nagromadzeniach, tworząc tzw. skamieniałe lasy (jednak zazwyczaj są to napławione pnie, a nie drzewa zachowane w pozycji przyżyciowej). Oprócz tego jest cenione na rynku kolekcjonerskim zbieraczy skamieniałości, zwłaszcza odmiany zbudowane z kolorowego chalcedonu, w tym z jaspisu. W niektórych przypadkach w drobnych pustkach w strukturze drewna krystalizował kwarc, w tym ametyst.
Występują też pnie drzew tylko nieznacznie skrzemionkowane. Są to zazwyczaj stosunkowo młode skamieniałości (kilka tysięcy lat) i z tego wynika ich niecałkowite skrzemienienie. Pnie takie zwane czarnym dębem występują w osadach rzecznych Europy, a zwłaszcza Polski i są cennym surowcem używanym do wyrobu luksusowych mebli.

## Wystąpienia skrzemieniałego drewna
Najbardziej znanym złożem jest Skamieniały Las koło Holbrook w Arizonie (USA). Można tam znaleźć skrzemieniałe pnie późnotriasowych drzew z rodziny araukariowatych, do 65 m długości i 3 m średnicy (sprzed około 200 mln lat). Krzemionka jest tam wielobarwna, częste są też pustki wypełnione ametystem. Nigdzie indziej skrzemieniałe drewno nie jest tak pięknie ubarwione. Obszar "Skamieniałego Lasu" w 1962 r. został ogłoszony parkiem narodowym. Od tego czasu pozyskiwanie i wywóz okazów jest zabronione, choć ciągle trwa nielegalne wydobycie.
W Polsce najstarsza wzmianka o skrzemieniałych drzewach z terenu kraju pochodzi z "Historia Polonica" Jana Długosza z 1480, gdzie opisane zostały pnie z Roztocza. Drewno wieku późnokarbońskiego i wczesnopermskiego jest powszechne w okolicy Nowej Rudy na Dolnym Śląsku i na zachód od Krakowa. Są to pnie zaliczane do rodzaju Dadoxylon. Liczne i duże pnie mioceńskich drzew szpilkowych (cyprysowate) wyłącznie z rodzaju Taxodioxylon (głównie gatunek Taxodioxylon taxodii) znane są z Roztocza. Mioceńskie drewno drzew głównie gatunków iglastych (choć zdarza się i drewno drzew liściastych), trafia się na terenie całego kraju, przetransportowane z północy przez lądolód skandynawski.
Na Roztoczu występują przede wszystkim w rejonie wsi Siedliska, w mniejszym stopniu także koło miejscowości Hrebenne, Lubycza Królewska i na polach między tymi trzema lokalizacjami. Są też znane z zachodniego Roztocza, w okolicy wsi Goraj i Chrzanów. We wsiach Siedliska i Bondyrz znajdują się muzea skamieniałego drewna z Roztocza. W Dąbrowie Tarnowskiej koło Tarnowa (woj. małopolskie) znajduje się Muzeum Agatów i Skamieniałych Drzew.

## Wytwarzanie w laboratorium
Amerykańskim naukowcom z Pacific Northwest National Laboratory udało się wytworzyć skamieniałe drewno w procesie trwającym kilka dni. Szczegółowa receptura opisana została w piśmie Advanced Materials z 2005 r. Kawałki drewna z topoli i sosny przez dwa dni trawione były w kwasach, a następnie zanurzone w wodnym roztworze krzemionki. Tak przygotowany materiał ogrzewany był w piecu w atmosferze argonu w temperaturze 1400 stopni Celsjusza. Po 2 godzinach drewno, w którym organiczna celuloza zastąpiona została materiałem mineralnym, studzone było do temperatury pokojowej. Skamieniałe drewno okazać się może cennym i poszukiwanym materiałem ze względu na swoją porowatą strukturę. Niezwykle skomplikowana sieć mikrokanałów i porów ma ogromną powierzchnię właściwą rzędu kilkuset metrów kwadratowych na gram masy. Obrazowo: 1 g takiego materiału po rozłożeniu na płaskiej powierzchni mógłby pokryć powierzchnię równą boisku piłkarskiemu.

## Zastosowanie
- surowiec do wyrobu biżuterii (kaboszony, naszyjniki)[potrzebny przypis]
- ceniony wśród kolekcjonerów minerałów[potrzebny przypis]
- do wyrobu luksusowych mebli[potrzebny przypis]
- ma znaczenie naukowe[potrzebny przypis]